# Tremella macroceratis
Tremella macroceratis är en svampart som tillhör divisionen basidiesvampar och som beskrevs av Paul Diederich och Joseph Hafellner. 
Tremella macroceratis ingår i släktet Tremella och familjen Tremellaceae. Arten har ej påträffats i Sverige.